# Erna Engel-Baiersdorf
Erna Clara von Engel-Baiersdorf (geborene Baiersdorf de Erdősi; * 24. September 1889 in Wien; † 30. Juli 1970 in Vancouver, Kanada) war Malerin, Bildhauerin, renommierte anthropologische Rekonstrukteurin und in dieser Eigenschaft u. a. Mitarbeiterin der Naturhistorischen Museen Budapest und Wien sowie Kuratorin des Naturwissenschaftlichen Museums in Pécs, Ungarn.
In den genannten Museen werden zahlreiche ihrer Arbeiten aufbewahrt, darunter die seinerzeit als Standard geltende Rekonstruktion des Neandertalers.
Sie modellierte auch verdiente Rabbiner aus bzw. in Pécs.

## Leben
Ihre Eltern waren Hofrat Carl Baiersdorf von Erdös und Clara von Baiersdorf, geborene Redlich.
Am 7. Juli 1944 wurde sie in das Konzentrationslager Auschwitz-Birkenau eingeliefert und Ende Juli 1944 zum Konzentrationslager Buchenwald überstellt (Häftlingsnummer 25086), wo sie am 9. Dezember 1944 noch inhaftiert war.
Erna Engel-Baiersdorf lebte und arbeitete in Wien, Budapest, Mühlbach/Siebenbürgen, Fünfkirchen/Pécs und Vancouver.
Sie war in erster Ehe verheiratet mit Richard Erdősi Baiersdorf, in zweiter Ehe (seit 29. Mai 1919) mit Dr. Róbert Engel de Jánosi (1883–1943), dem zweiten Sohn des Josef Engel de Jánosi.

## Rekonstruktionsarbeiten (Auswahl)
- Neandertaler
- Australopithecus
- Homo rhodesiensis
- „Homo Tasmanianus“
- Ituri Pygmäen des Kongo
- „Homo Aurignaciensis“ Combe Capelle
- „Homo Neolithicus“
- Arbeiten zur „aneolithischen Rasse“
- Anthropologische Arbeiten zu Kymeriani, Illyrern, Skythen, Kelten, Römern, Hunnen, Avaren, Gepiden, Ungarn
- Anthropologische Arbeiten zu im Karpatenbecken lebenden Menschen
- Arbeiten zu antiken Reptilien
- Trachodon-, Pteranodon-Dinosaurier
- erste Dimorphodon-Skulptur

## Schriften (Auswahl)
- The Method of Reconstructing Human an Animal Remains in Sculpture and in Paintings, by Erna C. von Engel-Baiersdorf, F.R.A.I. In: Museum and Art Notes, Second Series. The Art, Historical and Scientific Association of Vancouver B.C., Vol. 1, September 1949; dort auf dem Titel ihre Skulptur des flugfähigen, ca. 126 Mio. Jahre alten Urtieres Dimorphodon Macronyx
- Das Drachenloch. Eine Erzählung aus dem Diluvium, o. O., o. J. [ca. 1928]